# Copthorne Brook
Der Copthorne Brook ist ein Wasserlauf in West Sussex, England. Er entsteht im Copthorne Common am südöstlichen Rand von Copthorne und fließt in westlicher Richtung durch Copthorne bis zu seiner Mündung in den Burstow Stream.